# Attentato di Tripoli del 2015
Nel mese di gennaio 2015, durante la seconda guerra civile libica, l'Hotel Corinthia di Tripoli è stato attaccato da uomini armati membri dell'autoproclamato Stato Islamico (IS).

## Attacco
La mattina del 27 gennaio 2015 dei membri dello Stato Islamico hanno fatto esplodere un'autobomba nel garage dell'hotel. Si stima che 5 uomini armati abbiano fatto irruzione nell'hotel, intenti ad uccidere gli ospiti.

## Vittime
| Nazionalità           | Morti |
| --------------------- | ----- |
| Libia                 | 5     |
| Tagikistan            | 3     |
| Francia               | 1     |
| Stati Uniti d'America | 1     |
| Totale                | 10    |